# علی‌قلی خان قاجار
علی‌قلی خان قاجار پسر محمدحسن خان قاجار و یکی از برادران آقامحمدخان قاجار بود. آقامحمدخان برادران خود را یکی پس از دیگری از میان برداشت تا پس از خود، راه را برای جلوس برادرزاده‌اش بابا خان به تخت سلطنت هموار کند اما به علی‌قلی خان تعرضی نکرد تا آنکه به فرمان فتحعلی‌شاه در سال اول سلطنتش، علی‌قلی خان را کور کردند. در اوایل که آقامحمدخان قدرت چندانی نداشت و محدوده حکومتش به سمنان و مازندران محدود می‌شد، سمنان را به علی‌قلی خان و بسطام را برادش دیگرش جعفرقلی خان قاجار سپرده بود. پس از آنکه به تدبیر و همکاری برادران محدوده حکومت قاجار گسترش یافت و آقامحمدخان عراق عجم را نیز ضمیمه قلمروی خود کرد، علی‌قلی‌خان به سرداری عراق منصوب شد. زمانی که آقامحمدخان در چمن گندمان بود، علی‌قلی خان را به لرستان فیلی و تمشیت امور خوزستان فرستاد و خود رهسپار تهران شد و در آنجا به حیله و تدبیر جعفرقلی خان را کشت. زمانی که علی‌قلی خان از این خبر آگاه شد، از آنجا که همواره مطیع آقامحمدخان بود، مخالفتی نشان نداد و پس از بازگشت به تهران دوباره به او سوگند وفاداری خورد و به سمنان رفت.